# Tlahuixcalpantecuhtli

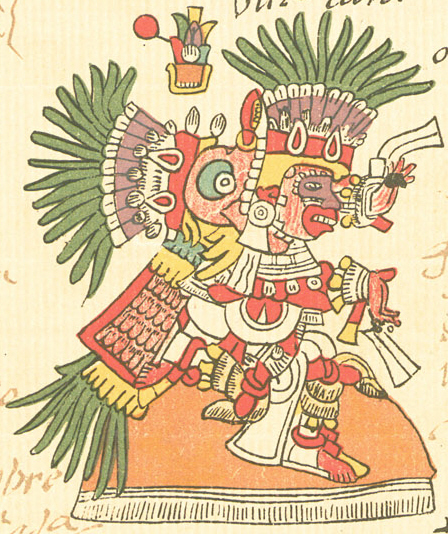
O deus Tlahuizcalpantecuhtli

Tlahuixcalpantecuhtli ou Senhor do Amanhecer é o deus asteca do planeta Vênus. Foi considerado a encarnação de Quetzalcoatl.